# Caramuru Esporte Clube
Caramuru Esporte Clube é uma agremiação esportiva da cidade de Castro, Paraná.

## História
O clube disputou o Campeonato Paranaense 13 vezes. Em 2007 o clube cogitou retornar as atividades através de uma parceria com o Operário Ferroviário Esporte Clube, algo que não ocorreu.

## Estatísticas

### Participações
| Competição | Competição            | Temporadas | Melhor campanha       | Estreia | Última | P | R |
| Paraná     | Campeonato Paranaense | 13         | ? colocado (13 vezes) | 1955    | 1993   | – | – |